# 伊木山
伊木山（いぎやま）は、岐阜県各務原市にある標高173.1 mの山である。通称は夕暮富士。

## 概要
各務原市の南東部の木曽川右岸にある、小さな独立した山である。山頂付近には戦国時代の山城である、伊木山城の址があり、第二次大戦中には天守台を改変して、敵機を迎撃する設備が作られた。
古くは中世、近代にかけて、人は山を利用していたのである。天守台に伴うとみられる石垣は、山頂平坦部より西側の平坦面直下にも露出している。山頂には三等三角点や、各務原テレビ中継局が設置されている。
北東側の中腹は、平坦面を人工的に伊木の森として整備している。

## 特徴
中生代前中紀（2億2000万年前～1億7000万年前）にできたチャート層と、その上にできた更新世、またはそれ以前にできた礫層から成っている。チャート層が形成された後に地層が陸化し、再び沈降して新しい地層がその上に積もり不整合ができたと考えられる。
北側から眺めると、あたかも人（大仏、キューピーにたとえる場合も多い）が寝ているような形をしている山があるように見える。この場合、東側を頭、西側を足に見立てるのだが、東側には小さな頂があり、通称「キューピーの鼻」と呼ばれている。
「キューピーの鼻」からの南東から北東への展望が良いといわれ、眼下に木曽川、対岸には犬山城、御嶽山が望める。
伊木の森駐車場および南西側に位置する熊野神社を基点にハイキングコースが数条整備され、休日・老若男女を問わず、多くの散策者が訪れる。山頂部からは、周辺に生育する樹林の影響で、360度見渡すことは不可能であるが、付近に所在する航空自衛隊岐阜基地を拠点として訓練する各種の航空機の飛来を肉眼で確認できる。

## 周辺の山
- 金華山
- 鳩吹山
- 小牧山

## 関連画像

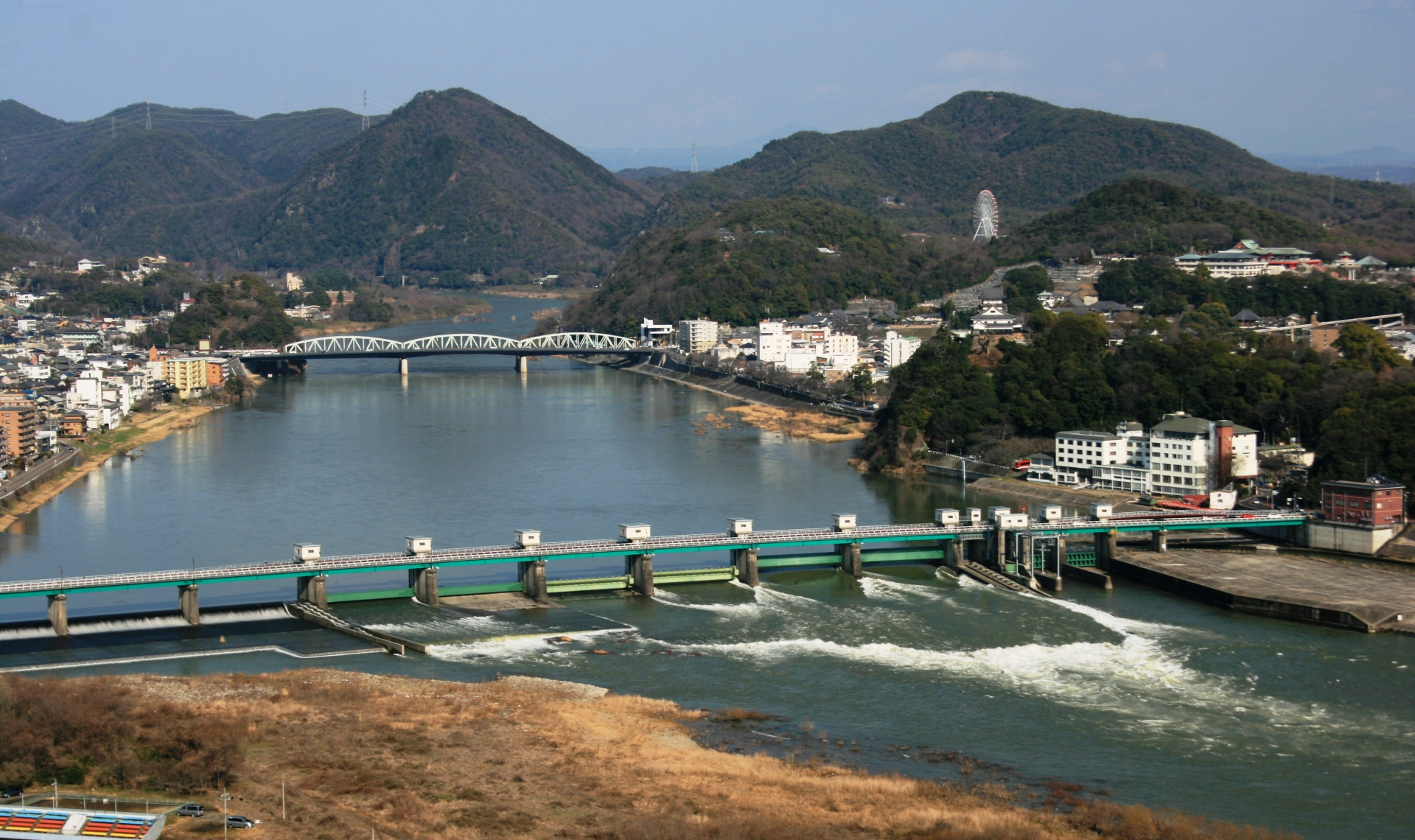
伊木山のキューピーの鼻から望む木曽川と犬山城
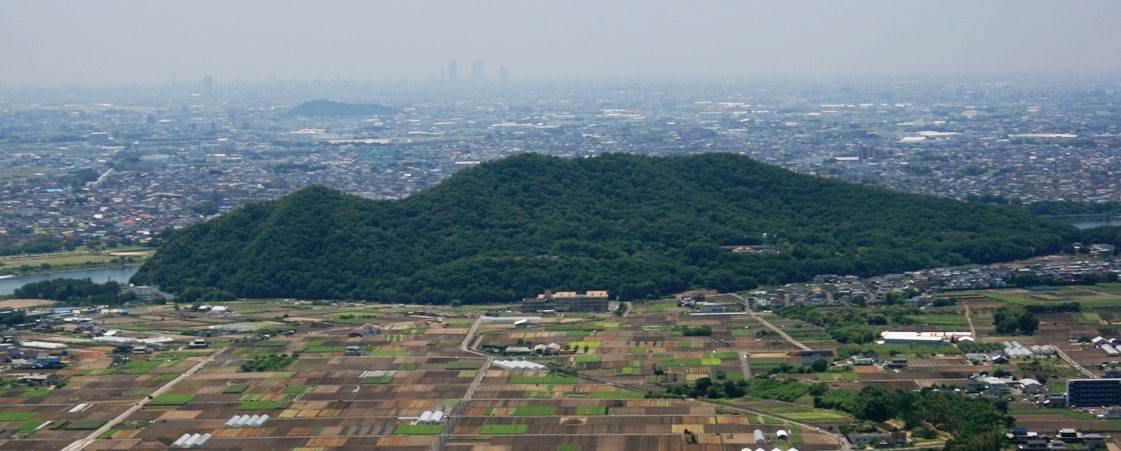
八木山から望む伊木山
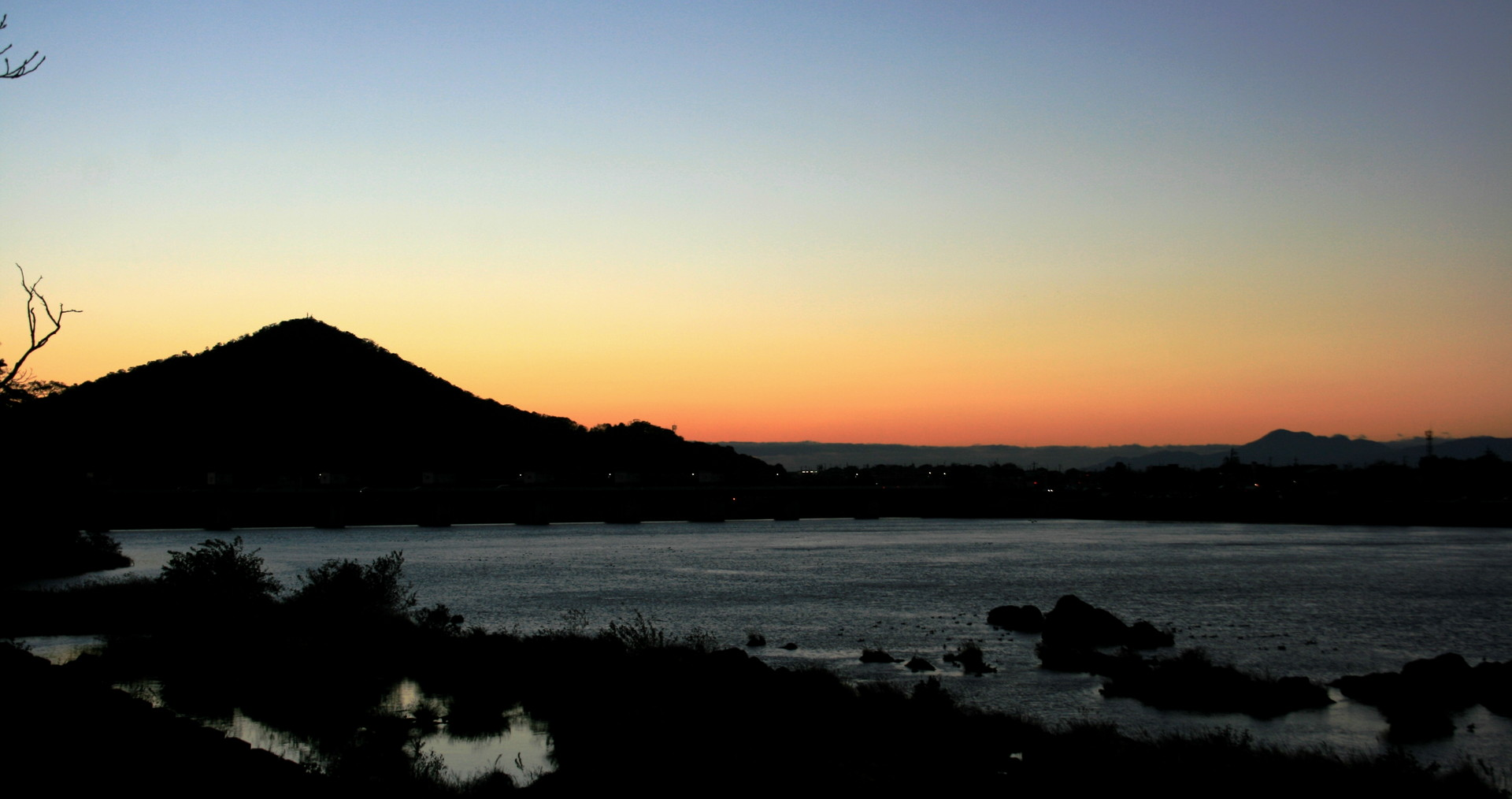
犬山城付近の木曽川河畔から望む伊木山（夕暮富士）、右端の奥は伊吹山
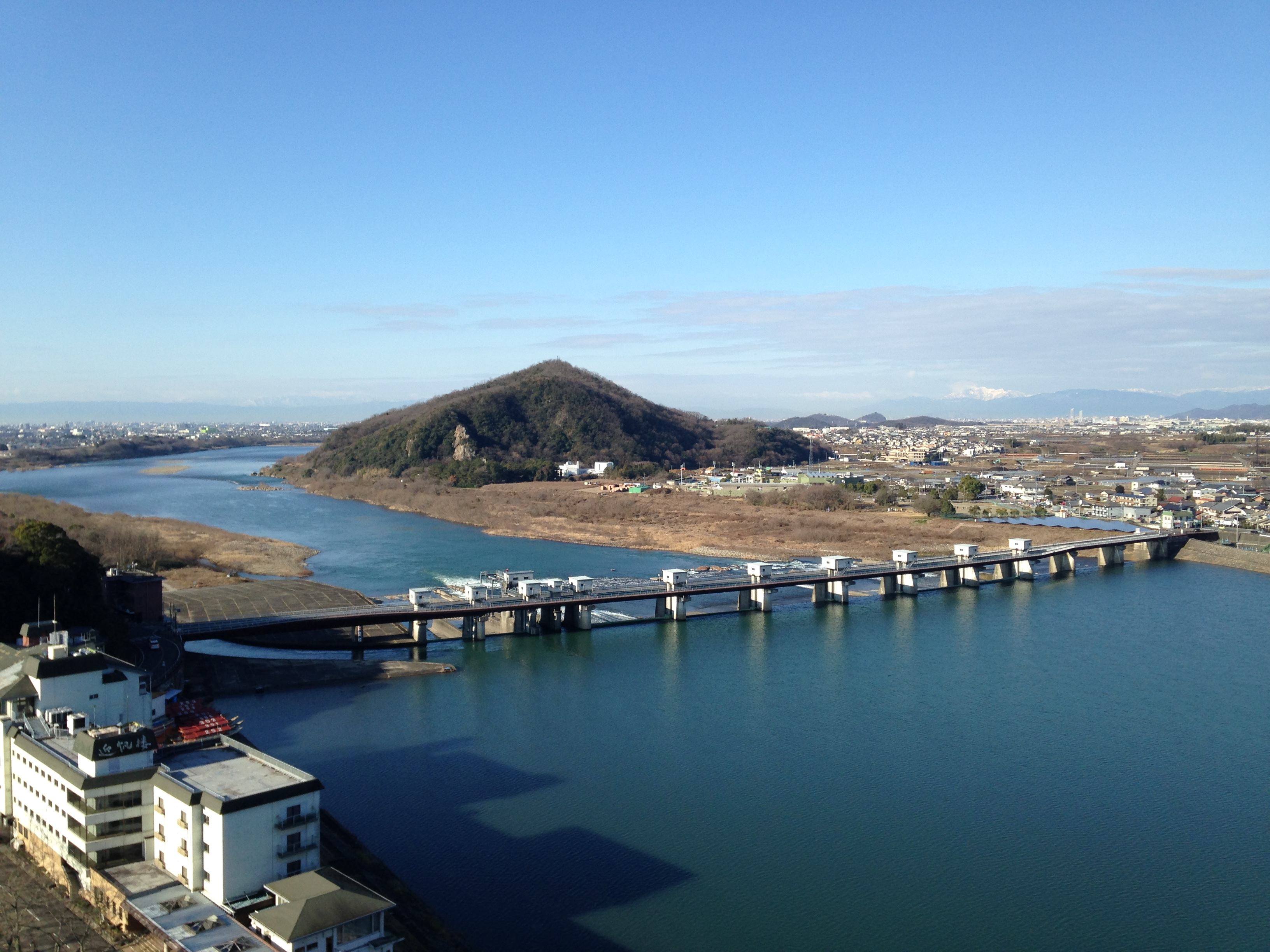
犬山城天守より望むライン大橋と伊木山、右奥に伊吹山が見える